# اندیس چاه خطب
چاه خطب یک اندیس فلزی است که در حوالی شهر کفه طاقستان استان یزد قرار دارد و مادهٔ معدنی موجود در آن، مس است.  